# Jig'al Šem Tov
Jig'al Šem Tov (* 1952, Naharija) je izraelský fotograf a učitel fotografie. Je průkopníkem umělecké fotografie v období 80. let 20. století. Podobně jako on se velká část umělců vrátila ze studia fotografie ve Spojených státech, mezi nimi byli také Oded Yedaya, Simcha Shirman, Avi Ganor, Deganit Berestová a další.

## životopis
Jig'al Šem Tov se narodil ve městě Naharija v roce 1952. V roce 1975 začal studovat na Witzo School of Design v Haifě a po absolutoriu přešel studovat fotografii na Becalelově akademie umění a designu v Jeruzalémě.
V letech 1978-1981 studoval malbu a sochařství v semináři pro přípravu učitelů umění v Ramat Hasharon. Po ukončení studií začal učit na Becalelově akademii.
V roce 1983 se přestěhoval do New Yorku, kde studoval na Art School of the Pratt Institute.
V letech 1994-2000 působil jako vedoucí oddělení fotografie na Becalelově akademii.

## Dílo
Šem Tov je součástí školy topografické fotografie a v průběhu let zaznamenává krajinu země, lidskou i nehybnou.
Jeho raná díla se zabývala dokumentací bezprostředního prostředí a relativně drobnými tisky. Během 80. let 20. století začal tvořit obrazy textilií, jako je dětské oblečení nebo osušky. V mnoha jeho dílech se člověk objevuje na okraji popisu, přičemž dbá na to, aby kompozice byla čistá a vytvářela pocit prostoru.
Šem Tov ve své knize „Fotografické album 79-80“ popisuje svůj tvůrčí proces: „Začal jsem pořizovat ,,Fotografické album 79-80“ v roce 1979, krátce poté, co jsem začal pracovat ve velké fotolaboratoři, když jsem byl pod silným dojmem, že mě opouštěly desítky tisíc barevných fotografií, které jsem každý večer prohlížel a velmi pečlivě zkoumal... Kombinace mezi typem fotoaparátů používaných fotografy, použitím neprofesionálních fotografických filmů a jejich vyvoláním a tisk v průmyslových laboratořích přinesl typické výsledky, které charakterizují barevné fotografie pořízené v té době v Izraeli - desetiletí mezi 70. a polovinou 80. let. Inspirován těmito fotografiemi jsem se také přiklonil k barevnému fotografování toho, co mě zajímá, a zejména toho, co je kolem mě“.
Navzdory lokálně-izraelskému charakteru svých děl Šem Tov sám sobě dosvědčil, že „historie mé fotografie je historií americké fotografie“.

## Výstavy

### Samostatné výstavy
- Fotografie z továrny na osobní dokumenty v Tel Avivu, pavilonu umění v Yehoshua Gardens, Tel Aviv (1979)
- The Way to Heaven, práce 1997-2007, Dollinger Gallery, Tel Aviv (2007)
- Registrace faktů, galerie pojmenovaná po Morel Drepler v Akademickém centru pro design a vzdělávání Wizo Haifa (2009)
- Orphaned Functions, The Open Museum of Photography, Tel Hai Industrial Park (2010)
- 6+1, galerie Dollinger, Tel Aviv (2010)

### Skupinové výstavy
- Život ve dvou, Kulturní sál, Rishon Lezion
- Mezi obrazem a objektem, Art Institute, Oranim Academic College of Education, Kiryat Tivon
- Izraelské bienále fotografie, Haim Atar Art Shelter, Kibbutz Ein Harod (1983)
- Věcný čas, ateliér v Borochově, galerie, Tel Aviv (1992)
- Plus kolekce, Subtropické: jak figurativní, tak abstraktní, rozsah realismu, Tel Aviv Museum of Art, Tel Aviv (1994)
- Foto: Osm umělců, osm prostorů, osm instalací, Izraelské muzeum, Jeruzalém (1994)
- Výstava přednášejících katedry fotografie 1995, Galerie katedry fotografie, Bezalel, Akademie umění a designu, Jeruzalém (1995)
- Současná izraelská fotografie – nové akvizice, Izraelské muzeum, Jeruzalém (1996)
- Doteky světla - Práce ve fotografii, Ateliér - Vysoká škola uměleckých studií, Ra'anana (1996)
- Jig'al Šem Tov: pojď se očistit; Roy Cooper: Pokud vidím, Limbos - místo pro fotografování, Tel Aviv (1997)
- Portrét, Bezalel, Akademie umění a designu, Jeruzalém (1998)
- Skupinová výstava - před týdnem, v pondělí, včera... Ami Steinitz - Contemporary Art, Tel Aviv (2001)
- Na cestě do kina: promítaný obraz - první desetiletí, Muzeum umění Haifa (2004)
- Ona / on, umělecká škola - Midrash, Beit Berel College (2005)
- Camera Sacra: Krajina jako duchovní zážitek, Izraelské muzeum, Jeruzalém (2005)
- Constantine Award za fotografii pro izraelského umělce, 2005, Tel Aviv Museum of Art, Tel Aviv (2005)
- V souvislosti s tělem, Škola umění - Midraš, Beit Berel College (2006)
- Lineage, Pinchas Sapir College of the Negev, Ashkelon (2006)
- Mezi hranicemi prostoru a hranicemi místa - fotografický diskurz o krajině země, Open Museum of Photography, Tel Hai Industrial Park (2006)
- Duchové v izraelské fotografii, fotografie ze sbírky, dar Leona a Michaely Constantinerových, Tel Aviv Museum of Art, Tel Aviv, 2007
- Co vidíte, to dostanete, Galerie Dollinger, Tel Aviv (2008)
- Nebo Rishon, izraelská fotografie na fotografii, Centrum současného umění, Tel Aviv (2009)
- Budování místa, Beit Reuven Museum, Tel Aviv (2010)
- Concrete Abstract, BAAD Gallery, Tel Aviv (2013)
- Lot's Woman: The View of Photography, The Open Museum of Photography, Tel Hai Industrial Park (2013)
- Fotografická paměť, Mezinárodní festival fotografie, Rishon Lezion (2014)
- Drive In, Ashdod Art Museum (2015)
- Každý fotograf má koně, Bezalel, Akademie umění a designu, Jeruzalém (2018)
- Toulavé stopy, Mosrara, škola fotografie, médií a nové hudby <span typeof="mw:Nowiki" id="mweA">od S.</span> Nagara, Jeruzalém (2019)
- The Sea of Tel Aviv, Eretz Israel Museum, Ramat Aviv, Tel Aviv (2020)

## Stipendia, ceny a ocenění
- Cena excelence pro Ramiho Halperina, Bezalel Academy of Art and Design, Jeruzalém (1978)
- Stipendium americko-izraelské kulturní nadace (1979)
- Agfa Award, Bezalel Academy of Art and Design, Jeruzalém (1979)
- Cena ministerstva školství pro mladého umělce, ministerstvo školství a kultury (1979)
- Sharettovo stipendium ke studiu v zahraničí, America-Israel Cultural Foundation (1980-1981)
- Enrique Cablin Award za fotografii, Izraelské muzeum, Jeruzalém (1981)
- Stipendium na studium v zahraničí, Ministerstvo školství a kultury (1982)
- Cena za dokončení díla, Ministerstvo školství a kultury (1991)
- Cena Hadassah a Raphaela Kalchkina pro kreativního umělce, Americko-izraelská kulturní nadace (1997)
- Cena v oblasti výtvarného umění Ministerstva školství a kultury (2003)
- Constantine Award za fotografii pro izraelského umělce, Tel Aviv Museum of Art, Tel Aviv (2005)